# Campyloneurum austrobrasilianum
Campyloneurum austrobrasilianum är en stensöteväxtart som först beskrevs av Arthur Hugh Garfit Alston, och fick sitt nu gällande namn av Sota. Campyloneurum austrobrasilianum ingår i släktet Campyloneurum och familjen Polypodiaceae. Inga underarter finns listade.